# Euphorbia spartaria
Euphorbia spartaria är en törelväxtart som beskrevs av Nicholas Edward Brown. Euphorbia spartaria ingår i släktet törlar, och familjen törelväxter.
Artens utbredningsområde är Namibia. Inga underarter finns listade i Catalogue of Life.